# Dysstroma transbaicalensis
Dysstroma transbaicalensis là một loài bướm đêm trong họ Geometridae.